# Walter Crucce
Walter Crucce (Las Flores, Buenos Aires, 5 de septiembre de 1974) es un exboxeador argentino. Ganó una medalla de oro en los Juegos Panamericanos de 1995.

## Trayectoria
Crucce se destacó en el ámbito amateur, lo que le dio la oportunidad de participar del torneo de boxeo masculino de los Juegos Panamericanos de 1995, donde obtuvo la medalla de oro en la categoría peso wélter júnior. Ese logro fue muy significativo para el boxeo argentino, ya que hacía 38 años que ningún boxeador del país obtenía el máximo galardón en un evento así. Por ese motivo Crucce fue designado como abanderado de la delegación de su país en la ceremonia de cierre de los Juegos Panamericanos y la prensa pasó a apodarlo "El Pibe de Oro".
Aunque tenía chances de ser deportista olímpico, Crucce renunció al amateurismo para comenzar a pelear profesionalmente en ese mismo 1995. 
En diciembre de 1996 desafió al brasileño Adilson da Silva en Buenos Aires por el título de campeón latino de peso superligero de la Organización Mundial de Boxeo. Crucce llegó a la velada con un récord de 19 triunfos (17 por la vía del knocaut) y ninguna derrota. El argentino ganó la pelea con un knocaut técnico en el primer round, cimentando su fama de esperanza del boxeo argentino. De todos modos en abril del año siguiente perdería su corona al ser derrotado por su compatriota Kojak Silva.
A partir de ese episodio, el boxeador seguiría acumulando victorias ante rivales de bajo nivel pero iría perdiendo proyección como figura nacional e internacional (el ascenso de Sergio Martínez comenzó a opacar a su figura ante la prensa argentina).
En mayo de 2000 enfrentó al italiano Michele Piccirillo en Piancavallo por el título de campeón mundial de peso wélter de la Unión Mundial de Boxeo, siendo derrotado por puntos.
Su última pelea profesional fue una derrota en agosto de 2013 ante el austrailiano Junior Talipeau en Sídney.

## Vida personal
Es miembro de una dinastía de boxeadores, ya que su padre Marcelo y su hijo Karim han combatido a nivel amateur y profesional.